# NGC 7570
NGC 7570 је спирална галаксија у сазвежђу Пегаз која се налази на NGC листи објеката дубоког неба.
Деклинација објекта је + 13° 29' 0" а ректасцензија 23h 16m 44,7s. Привидна величина (магнитуда) објекта NGC 7570 износи 13,0 а фотографска магнитуда 13,9. NGC 7570 је још познат и под ознакама UGC 12473, MCG 2-59-18, CGCG 431-32, KUG 2314+132, IRAS 23142+1312, PGC 70912.